# Terézia szász-altenburgi hercegnő

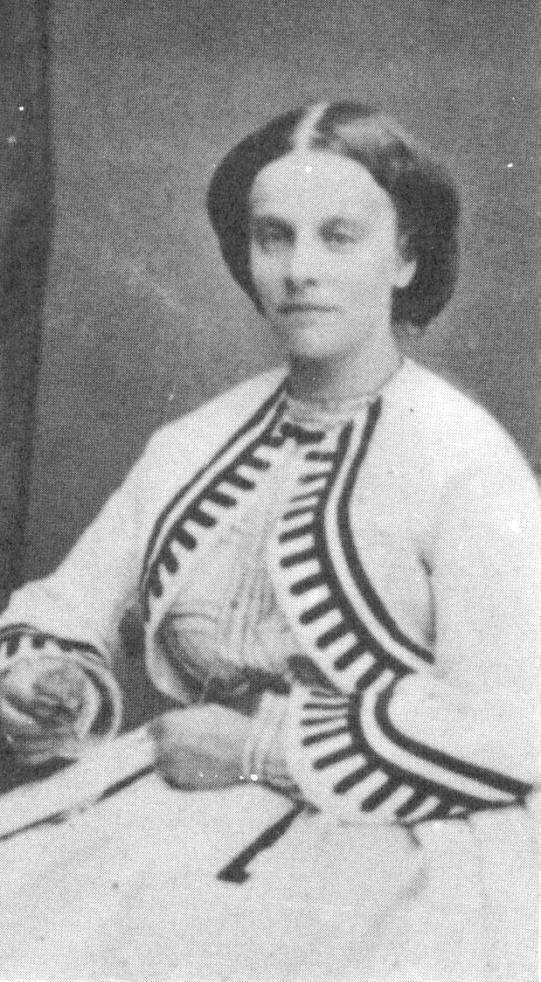
Terézia svéd hercegné

Terézia szász-altenburgi hercegnő (Teresia Amalia Karolina Josefina Antoinetta; 1836. december 21. – Stockholm, 1914. november 9.) a Wettin-házból származó hercegnő, Ágost svéd királyi herceg neje, Dalarna hercegnéje.

## Élete
Édesapja Eduárd szász-altenburgi herceg, édesanyja Amália hohenzollern-Sigmaringeni hercegnő volt. Édesanyját ötéves korában vesztette el, ezután édesapjával élt Bajorországban, Bambergben és Münchenben, ahol édesapja katonai szolgálatot teljesített. 1852-ben apját is elveszítette, ezután unokatestvérénél, Mária hannoveri királyné és anyai nagybátyja Károly Antal hohenzollern-sigmaringeni herceg nevelte.
1864-ben Ágost herceg meglátogatta a hercegnőt Düsseldorfban, egy hetet töltöttek együtt, majd bejelentették eljegyzésüket. A pár nem volt szerelmes egymásba, de jól megértették a másikat és barátság alakult ki köztük. Teréziát alacsony, törékeny asszonynak írták le. Házasságukból nem születtek gyermekek. Sógornőjével, Eugénia hercegnővel jó kapcsolatot ápolt, gyakran meglátogatta őt gotlandi lakhelyén. Zenei tehetséggel rendelkezett és számos zeneművet komponált. Gyakran jelent meg a Királyi Zeneakadémia előadásain.
Terézia idegileg gyenge volt és sokszor összeomlott. Egyszer férje a következő kijelentést tette: „Azt mondják ostoba vagyok, hallanák csak Teréziát!” (Dom säger att jag är dum, men dom skulle bara höra min Therese!). A királyi palotában csak Lilla hoppitossannak hívták. Kilenc évvel házasságkötésük után Ágost herceg meghalt. Ekkor nevezték ki mellé testőrként Louis De Geert. Férje halála után a svájci Neuchâtelben gyógykezeltette magát, ahonnan 1890-ben tért vissza Svédországba. Innentől kezdve a Haga-kastélyban élt, ahol nagyszerű konyhát tartott, aminek következtében az idő múlásával egyre jobban elhízott. Ez idő tájt kezdték Haga-hercegnének (Hagahertiginnan) hívni.
1914-ben bekövetkezett halálát belső vérzés okozta, holttestét a svéd királyi család szokásos temetkezési helyén, a Riddarholmskyrkanban helyezték örök nyugalomra.